# Wissenschaftsportal b2i
Das Wissenschaftsportal b2i Buch-, Bibliotheks- und Informationswissenschaften war das seit 2006 von der Deutschen Forschungsgemeinschaft geförderte Projekt zum Aufbau einer  Virtuellen Fachbibliothek für die Fachgebiete Buch-, Bibliotheks- und Informationswissenschaft (Förderungszeitraum Januar 2006 bis Dezember 2007).
Interessierten aus Wissenschaft, Studium und Praxis boten sich über eine Suchmaske umfangreiche Recherchemöglichkeiten in fachrelevanten Bibliothekskatalogen, einschlägigen Fachdatenbanken, qualitätskontrollierte Internetquellen, solide Fakteninformation und Volltextangeboten. Zum Service gehörten häufig auch Bestellmöglichkeiten für benötigte Fachliteratur.
b2i war als offenes und erweiterbares Projekt angelegt, das aktuelle Entwicklungen aufgreifen und Interessierten Raum zur Mitarbeit bieten sollte. Das Projekt wurde deshalb in engem Kontakt mit der Fachcommunity auf- und ausgebaut und als Schnittstelle zur Community wurde ein wissenschaftlicher Beirat ins Leben gerufen. Im Februar 2015 wurde das Portal b2i aufgrund fehlender Fördermittel abgeschaltet. Nachdem die Bayerische Staatsbibliothek den Ausstieg aus dem Informationsportal b2i erklärt hatte, wurde unter Federführung der Herzog August Bibliothek Wolfenbüttel und der Universitätsbibliothek Leipzig die Neubeantragung eines Fachinformationsdienstes für Buch-, Bibliotheks- und Informationswissenschaften bei der DFG verfolgt. Der Antrag wurde 2017 bewilligt. Nachfolger des Wissenschaftsportals b2i ist der Fachinformationsdienst Buch-, Bibliotheks- und Informationswissenschaft (FID BBI).

## Projektpartner
- Niedersächsische Staats- und Universitätsbibliothek Göttingen (Projektkoordination als Sondersammelgebietsbibliothek für das Fach „Informations-, Buch- und Bibliothekswesen, Hosting des Portals“)
- Fachbereich Informationswissenschaften und Informationszentrum für Informationswissenschaft und -praxis an der Fachhochschule Potsdam
- Buchwissenschaft an der Friedrich-Alexander-Universität Erlangen-Nürnberg
- Kompetenznetzwerk für Bibliotheken (knb) beim Deutschen Bibliotheksverband

### Volltexte
- E-LIS – Open Archiv for Eprints in Library and Information Science
- Volltextserver INFODATA-eDepot (inzwischen abgeschaltet)
- Elektronischer Sondersammelgebietskatalog „Informations-, Buch- und Bibliothekswesen (SSG 24,1)“ aus dem OPAC der SUB Göttingen

### Zeitschriften
- Elektronische Fachzeitschriften zum SSG 24,1 aus der EZB Regensburg (über b2i-Guide)
- Elektronischer Sondersammelgebietskatalog SSG 24,1
- Elektronischer Katalog von IZ/FH Potsdam

### Bibliographien und Datenbanken
- Bibliographische Datenbank zur Informationswissenschaft „INFODATA“
- Fachausschnitt „Informations-, Buch- und Bibliothekswesen“ aus der Aufsatzdatenbank Online Contents (OLC)
- Current-Contents-Dienst (CC) informationswissenschaftlicher Fachzeitschriften
- Bibliographische Datenbank „Dokumentationsdienst Bibliothekswesen“ (DOBI)
- Bibliographische Datenbank „Buch und Papier“ (BuP)
- Informationsquellen über Metadaten („Metaguide“)
- Fachausschnitt zum SSG 24,1 aus dem Datenbankinformationssystem DBIS
- Fachdatenbank Buchwissenschaft bestehend aus der an der SUB Göttingen digitalisierten Bibliographie der Buch- und Bibliotheksgeschichte (BBB) und dem OPAC des Deutschen Bucharchivs „St. Galler Zentrums für das Buch“
- Wolfenbütteler Bibliographie zur Geschichte des Buchwesens im deutschen Sprachgebiet (WBB)
- Fabian-Handbuch (Handbuch der historischen Buchbestände in Deutschland, Österreich und Europa, digitalisiert von Günter Kükenshöner, hrsg. von Bernhard Fabian, Hildesheim: Olms Neue Medien 2003)

### Kataloge
- Elektronischer Sondersammelgebietskatalog SSG 24,1
- Elektronischer Katalog von IZ/FH Potsdam

### Allgemeine Informationen
- Informationen zu vielfältigen bibliotheksrelevanten Themen („KNB-Bibliotheksportal“)
- Subject Gateway „b2i-Guide“: Sammlung von erschlossenen fachrelevanten Internetquellen

## Funktionen
Die folgenden Portalfunktionen wurden z. T. nie erfüllt, wurden aber bis zum Ende des ersten Projektzeitraumes angestrebt:
- klassische Suchfunktion (Autor, Titel usw.), datenbankübergreifend
- Metasuche in unterschiedlichen Fachressourcen (Internetquellen, Fachdatenbanken, Bibliothekskataloge mit gedruckten und elektronischen Materialien etc.) über Portalsoftware iport (OCLC PICA)
- Erschließung von Internetressourcen über Subject Gateway (technische Basis ist ALS – Academic LinkShare, betreut von SUB Hamburg)
- Export von Datensätzen im RIS, ASCII und BibTex-Format
- Browsing über GOK und ggf. DDC
- Volltextsuche und Volltextanzeige
- Trefferliste mit Warenkorbfunktion
- Verfügbarkeitsanzeige/Fernleihe
- Print-on-Demand
- Authentifizierung/Abrechnung
- Alerting-Service (RSS)
- Integration in vascoda
- Dokumentlieferung